# Wehrmachtsgespann
Een Wehrmachtsgespann is een zijspancombinatie die door de Duitse Wehrmacht werd ingezet tijdens de Tweede Wereldoorlog.

## Voorgeschiedenis
De Eerste Wereldoorlog was de letterlijke vuurdoop voor een groot aantal militaire motorfietsen geweest. Sinds de uitvinding van de gemotoriseerde fiets waren er wel enkele oorlogen geweest, maar de motorfiets was toen nog niet ver genoeg doorontwikkeld óf de strijdende partijen beschikten niet over een eigen motorfietsindustrie. Maar al vóór de Eerste Wereldoorlog uitbarstte beseften een groot aantal landen dat het gebruik van gemotoriseerde vlieg-, voer- en vaartuigen belangrijk zou kunnen zijn.
Al in 1899 werd een Duryea tricycle door Royal Page Davidson omgebouwd om een 7 mm mitrailleur te dragen en zelfs voorzien van pantserplaten aan de voorkant. Tricycles en tricars werden vaak voor militaire doeleinden aangepast. Al in 1900 bestond er een Duitse Cudell tricycle die een klein kanonnetje als aanhangwagen kon trekken. Tijdens de Eerste Wereldoorlog leverde Clyno een aangepaste zijspancombinatie die een Vickers mitrailleur kon dragen. Scott bouwde rond 1915 de driewielaangedreven "Guncar", die feitelijk ook een zijspancombinatie was. In de aanloop naar de Tweede Wereldoorlog werden door veel bedrijven driewielers als militair voertuig aangeboden, maar meestal voor personenvervoer, zoals de FN 1000 Tricar, de Moto Guzzi Trialce, de Benelli M 36 of de aangepaste Harley-Davidson Servi-Car. De FN 1000 SM was een militaire zijspancombinatie. In Japan werden militaire driewielers op basis van Harley-Davidson kopieën (de Rikuo motorfietsen) gebouwd. Alle grote Britse merken leverden militaire motorfietsen, niet alleen aan hun eigen War Office, maar ook aan Frankrijk, Italië en Rusland. Norton ontwikkelde uit de 633 cc "Big Four" de WD (War Department) Big Four. Gillet Herstal had een aantal militaire zijspancombinaties ontwikkeld, zelfs met inschakelbare zijspanwielaandrijving. Vóór ze afgeleverd konden worden (o.a. aan het Franse leger), viel de fabriek en daarmee ook de machines in Duitse handen. Met de komst van de Amerikanen met hun Willys MB Jeep, werd al snel duidelijk dat dit voertuig de taken van militaire tricycles en zijspancombinaties veel beter kon vervullen. Taken waar de Duitse Volkswagen Kübelwagen, door het ontbreken van vierwielaandrijving, moeite mee had.

## Tweede Wereldoorlog
In het vooroorlogse Duitsland werden al vanaf ca. 1936 proeven genomen met militaire zijspancombinaties. In alle gevallen betrof het "gemilitariseerde" civiele motorfietsen, waarvan een aantal ook daadwerkelijk in de oorlog ingezet werden, zoals de BMW R 12 en R 71 en de Zündapp KS 600 en K 800 W(ehrmacht). Aan het begin van de oorlog kregen beide merken de opdracht een speciale zijspancombinatie te ontwikkelen, die aan bijzonder zware eisen moesten voldoen. Eén daarvan was dat er zijspanwielaandrijving aan boord moest zijn. Hieruit ontstonden de "Wehrmachtsgespanne" BMW R 75 en Zündapp KS 750.
Beide merken kozen voor een kopklepmotor als aandrijfbron. In het geval van de BMW R 75 was dat het gemodificeerde blok van de R17. Deze had al een stalen buisframe (de Zündapp KS 750 kreeg een frame van 5 mm dikke ovale buis) en een carburateur voor elke cilinder. Als aanpassingen werden zijspanwielaandrijving, een sperdifferentieel en veel grotere en bredere terreinbanden toegepast, naast alle specifiek militaire zaken als oorlogsverlichting en een speciaal zijspan met de mogelijkheid extra brandstof mee te nemen, een op het zijspan gemonteerd, rondom uitwisselbaar reservewiel en de mogelijkheid een affuit voor een mitrailleur te monteren. Toen al tijdens de eerste testritten in 1939 bleek dat de Zündapp KS 750 veruit het beste was, kreeg BMW de opdracht deze machine in licentie te produceren. BMW weigerde dit, maar kreeg wel de opdracht de zijspanwielaandrijving, het hydraulische remsysteem en de wielen van Zündapp over te nemen.
Omdat de hele motorfietsproductie van BMW in 1940 was verplaatst naar Eisenach (EMW), werd ook de R 75 daar gebouwd, tot de fabriek gebombardeerd werd. Op aandringen van de Wehrmacht besloten BMW en Zündapp in 1942 één universeel zijspan toe te passen. Dat werd het meer eenvoudig geconstrueerde zijspan van BMW (de 286/1). De bedoeling was dat er 20.200 R 75's gebouwd zouden worden, waarna zowel BMW als Zündapp beiden de Zündapp KS 750 zouden gaan produceren, in een oplage van 20.000 per jaar, met het BMW 286/1 zijspan. In 1943 was het aantal van 20.200 echter nog niet gehaald, zodat de productie doorliep tot de fabriek in Eisenach in 1944 gebombardeerd werd. Beide merken bleven hun eigen motorfietsen produceren, maar 70% van de onderdelen waren uitwisselbaar (waaronder vrijwel de hele aandrijflijn). Zündapp produceerde in Neurenberg ongeveer 18.000 KS 750's gedurende de oorlog.

### BMW R 75
De kopklepmotor van de BMW was een omgebouwde versie van de BMW R71 zijklepmotor. Daardoor was de motor "vierkant", zowel de boring als de slag bedroegen 78 mm. BMW was al in 1938 overgestapt van plaatframes op buisframes en had al vanaf 1934 telescoopvorken toegepast, zodat ook de R 75 hiermee uitgerust werd.

### Zündapp KS 750
Zündapp ging bij de ontwikkeling van de KS 750 uit van de KS 600 kopklepper. Hiervan werd de slag verlengd van 67,6 naar 85 mm. Door de boring van 75 mm kreeg de KS 750 een lange slag motor. Zündapp had nog nooit telescoopvorken toegepast, en de KS 750 kreeg dan ook de gebruikelijke trapeziumvork, die voor zijspangebruik ook beter geschikt was. Buisframes gebruikte het merk uitsluitend voor de lichtere tweetaktmodellen. Alle zware machines met asaandrijving hadden plaatframes, maar voor de KS 750 werd 5 mm dikke ovale buis toegepast.

## Na de oorlog
Opvallend is dat ook na de oorlog de productie van de KS 750 op zeer beperkte schaal (enkele honderden stuks) doorging. Dat moet in opdracht van de geallieerden zijn geweest. De BMW fabriek in Eisenach kwam in de Sovjet-bezettingszone te liggen. Door de Russen werd er in Eisenach onder het typenummer 275/3 een model op basis van de R 75 doorontwikkeld, maar dit werd in een kleine oplage geproduceerd door AWO, eveneens in Oost-Duitsland. Het was geen zuivere boxermotor. Doordat men tijdens de oorlog ook in Eisenach Zündapps had geproduceerd, met een 170° boxermotor, was men overtuigd van het voordeel van hoger (meer in V-vorm) liggende cilinders. Daarom kreeg de AWO 700 een 166° boxermotor. Bij AWO werden zeven prototypes en tien productiemodellen gebouwd.

## Technische gegevens
| De BMW had een buizenframe en een telescoopvork. Om de doorwaaddiepte te vergroten zat het luchtfilterhuis op de tank |
| De BMW had voetschakeling; de hendels naast de tank dienen voor de achteruitversnelling en de gearing                 |

| Wehrmachtsgespann    | BMW R 75                                          | Zündapp KS 750                                    |
| -------------------- | ------------------------------------------------- | ------------------------------------------------- |
| Periode              | 1941-1944                                         | 1940-1948                                         |
| Categorie            | zijspancombinatie                                 | zijspancombinatie                                 |
| Motortype            | kopklepmotor                                      | kopklepmotor                                      |
| Bouwwijze            | langsgeplaatste tweecilinderboxermotor            | langsgeplaatste 170° tweecilinderboxermotor       |
| boring               | 78 mm                                             | 75 mm                                             |
| slag                 | 78 mm                                             | 85 mm                                             |
| Cilinderinhoud       | 745 cc                                            | 751 cc                                            |
| Compressieverhouding | 5,8 : 1                                           | 6,2 : 1                                           |
| Max. Vermogen        | 19 kW/26 pk bij 4.400 tpm                         | 19 kW/26 pk bij 4.000 tpm                         |
| Max. Koppel          | 49 Nm/5 kgm pk bij 3.600 tpm                      | 51,5 Nm/5 kgm pk bij 2.650 tpm                    |
| Topsnelheid          | onbekend                                          | 95 km/h                                           |
| Aandrijving          | Aandrijfas, ook op het zijspan, sperdifferentieel | Aandrijfas, ook op het zijspan, sperdifferentieel |
| Rijwielgedeelte      | dubbel wiegframe, buisframe                       | dubbel wiegframe, buisframe                       |
| Drooggewicht         | 420 kg                                            | 420 kg                                            |
| Max. belading        | 396 kg                                            | onbekend                                          |
| Tankinhoud           | 24 liter                                          | 24 liter                                          |